# 恰普林卡

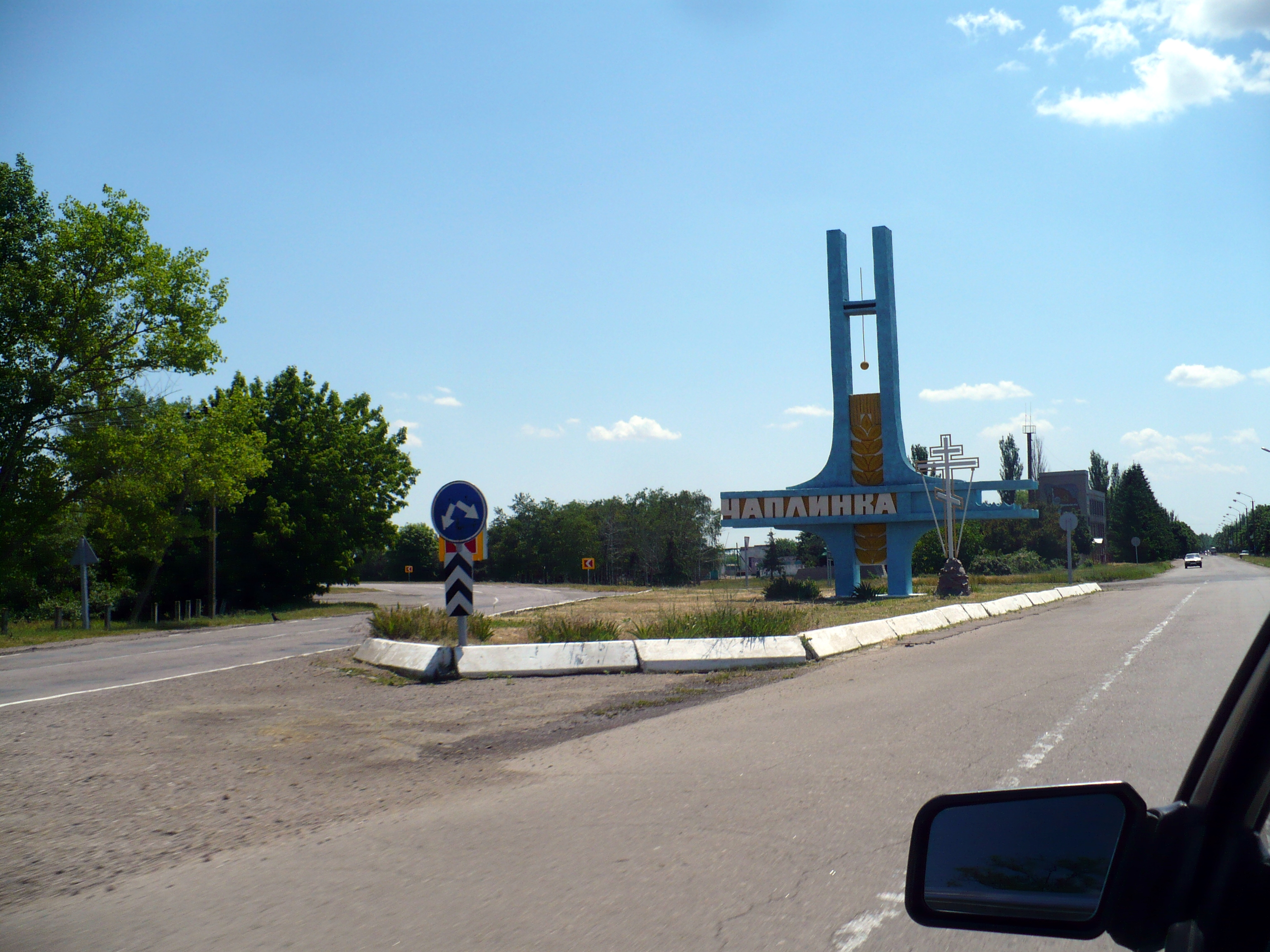
入口标识

恰普林卡（羅馬化：Chaplynka）是烏克蘭南部赫爾松州卡霍夫卡區恰普林卡市镇内的市級鎮及其行政中心。始建於1794年，面積13平方公里，海拔高度20米，2011年人口10,021，人口密度每平方公里770.8人。2022年2月24日起，當地被俄羅斯佔領。